# Internationale Nomenklatur der Todesursachen
Die Internationale Nomenklatur der Todesursachen (auch: Bertillon-Klassifikation), auf Englisch International List of Causes of Death (ICD), war ein medizinstatistisches Projekt des Leiters des Statistischen Amtes der Stadt Paris Jacques Bertillon und William Farr, „ein für alle Länder wirklich gültiges System mit einer allgemeinen Nomenklatur der Todesursachen zu schaffen“. Die erste Auflage wurde 1893 herausgegeben. Es wurden Mortalitätsstatistiken aus sämtlichen Ländern gesammelt, „wodurch die entstandene Nomenklatur eine rasche Verbreitung und Anwendung erfuhr, sodass bereits 1938 die fünfte Revision vorlag.“ „Eine Mischkommission überarbeitete 1929 und 1938 die internationale Nomenklatur der Todesursachen und legte 3 Listen, eine mit 200 Rubriken, eine Zwischenliste mit 87 Rubriken und eine gekürzte Liste mit 44 Rubriken vor“. 1948 wurde ein „Entwicklungssprung von einer reinen Nomenklatur (Namensgebung) hin zu einer Nosologie (Klassifikation von Krankheiten)“ erreicht. Die sechste Revision wurde von der World Health Organization vorgelegt; sie enthielt „erstmalig eine Klassifikation seelischer Erkrankungen mit der Bezeichnung Mental, Psychoneurotic and Personality Disorders“.
Die Bertillon-Klassifikation bildete die Grundlage für die International Statistical Classification of Diseases and Related Health Problems.